# Villefranche-du-Périgord
Villefranche-du-Périgord (okzitanisch Vilafranca de Perigòrd) ist eine südfranzösische Gemeinde mit 671 Einwohnern (Stand 1. Januar 2022) im äußersten Süden des Périgord noir. Bis zum Jahr 1893 hieß der Ort Villefranche-de-Belvès.

## Lage
Villefranche-du-Périgord liegt im Périgord noir ungefähr 65 Kilometer (Fahrtstrecke) südöstlich von Bergerac und gut 43 Kilometer südwestlich von Sarlat-la-Canéda. Im Nachbarort Loubejac gibt es einen Bahnhof.

## Bevölkerungsentwicklung
| Jahr      | 1968 | 1975 | 1982 | 1990 | 1999 | 2006 | 2016 |
| Einwohner | 844  | 808  | 799  | 827  | 806  | 774  | 704  |

## Geschichte
Villefranche gilt als die älteste Bastide des Périgord: Sie wurde im Jahr 1261 durch Wilhelm von Bagneux im Auftrag von Alfons von Poitiers (ab 1241 Graf von Poitou und ab 1249 Graf von Toulouse), dem Bruder von König Ludwig IX. als militärisches und ziviles Bollwerk gegen die Engländer gegründet. Im Jahre 1463 – nach schweren Zerstörungen während des Hundertjährigen Krieges – ordnete der französische König Ludwig XI. den Wiederaufbau des Städtchens an und bestätigte die alten Privilegien (Steuerfreiheit etc.). In den Hugenottenkriegen des 16. Jahrhunderts war der Ort erneut umkämpft.

## Sehenswürdigkeiten

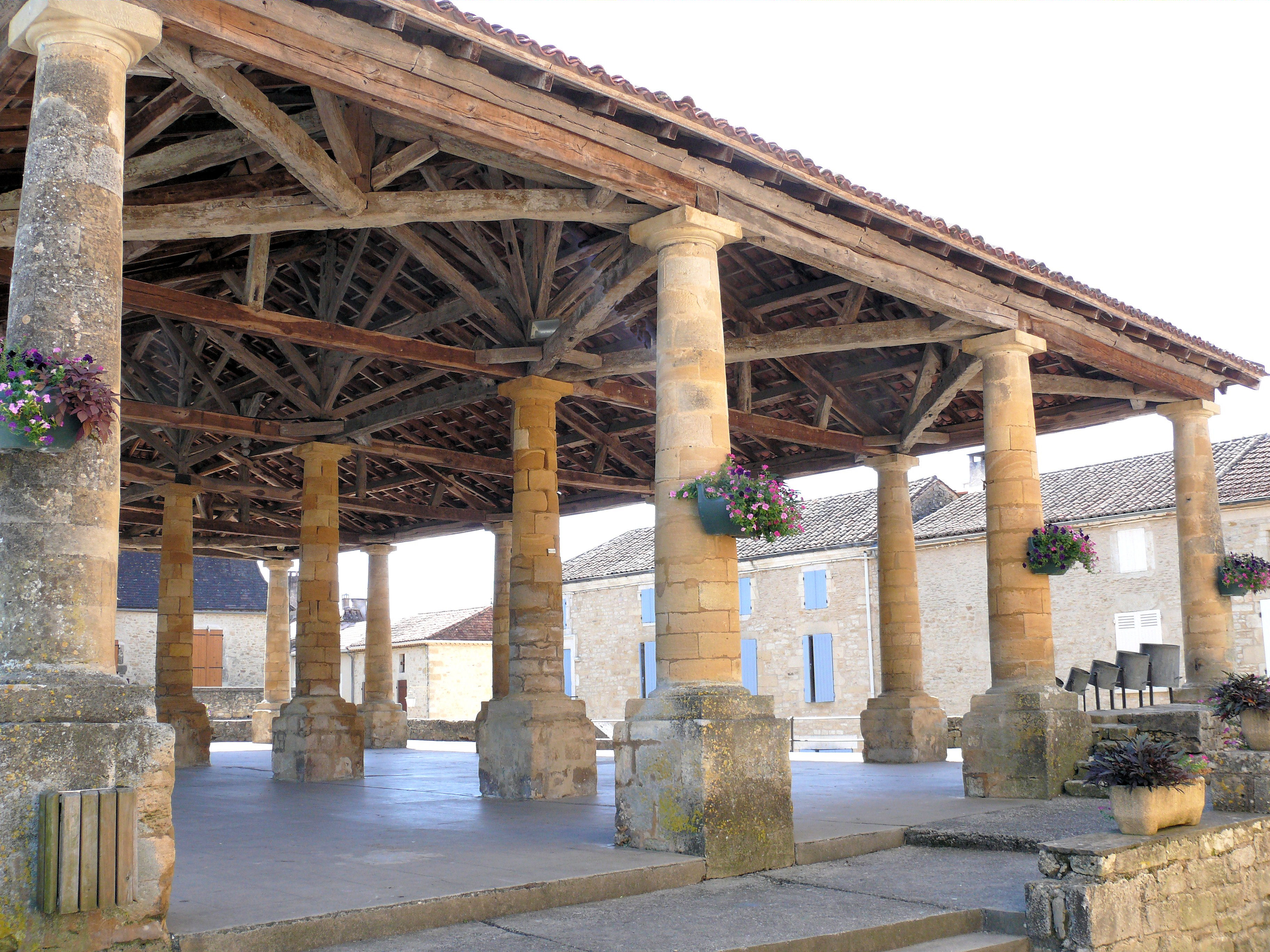
Alte Markthalle

- Am Marktplatz des Ortes stehen noch einige Arkadenhäuser aus dem 13. und 14. Jahrhundert. Die meisten Häuser stammen jedoch aus dem 16. bis 19. Jahrhundert.
- Die gemauerten Säulen der Markthalle (17./18. Jahrhundert) tragen einen schweren hölzernen Dachstuhl, der im 20. Jahrhundert rekonstruiert wurde. An einigen Säulen sind noch die Maße für Brot, Getreide etc. zu erkennen.
- Die neoromanische Kirche Notre-Dame-de-l'Assomption wurde im Jahre 1864 von Paul Abadie, dem späteren Architekten von Sacré-Cœur in Paris erbaut.
- Der sogenannte Tour des Consuls stammt aus dem 16. Jahrhundert.
- Ein kleines Museum (Maison de Châtaignier) zeigt die jahrhundertelange Bedeutung der Esskastanien, Nüsse und Pilze für die Ernährung der Bevölkerung im Périgord noir.

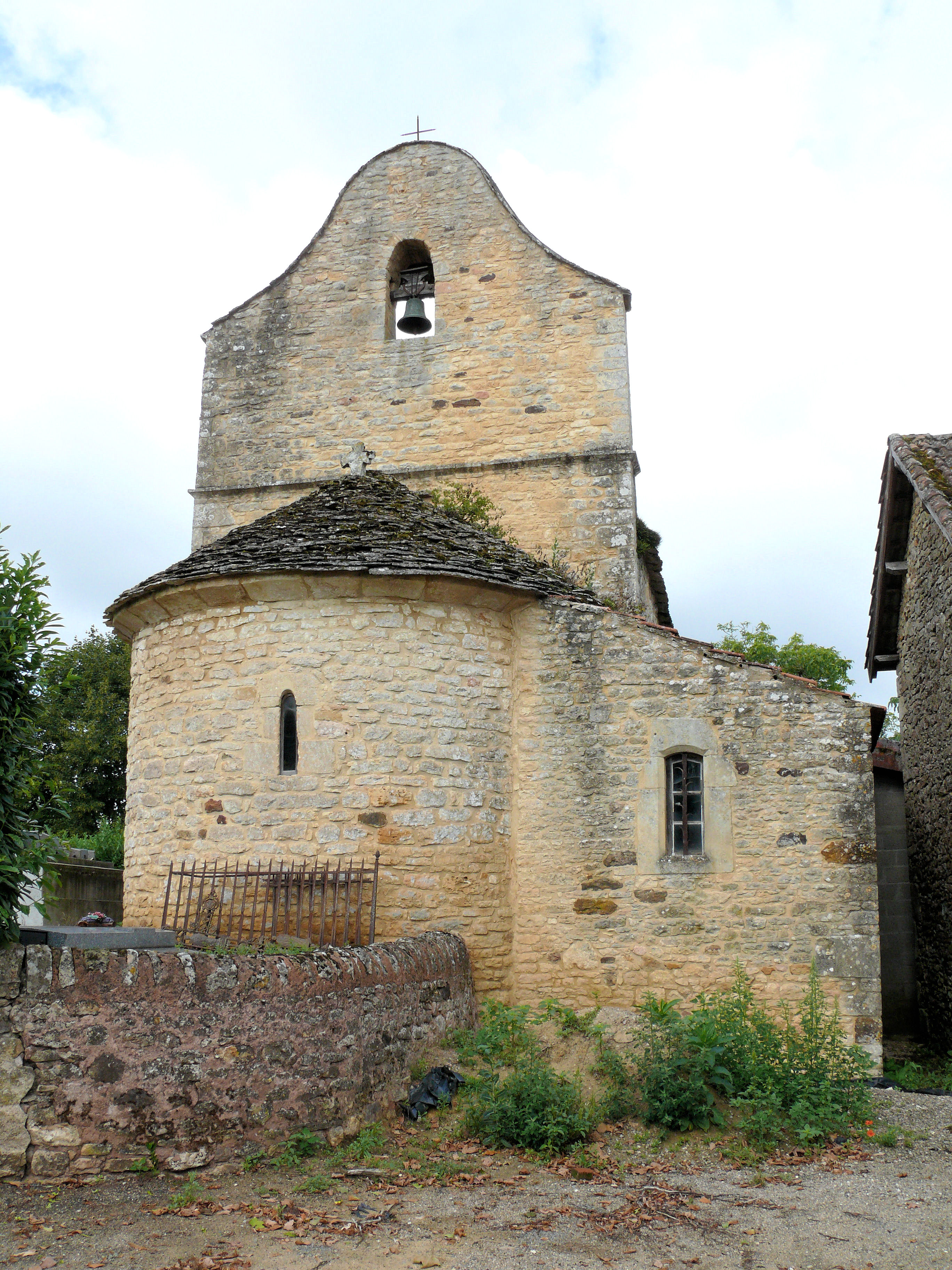
Kirche Saint-Etienne-des-Landes

- Die etwa vier Kilometer östlich gelegene kleine romanische Kirche Saint-Étienne-des Landes stammt aus dem 12. Jahrhundert und war die Pfarrkirche des ehemaligen Ortes; sie ist von einem kleinen Friedhof umgeben. Das einfache romanische Kirchenbauwerk ist aus nur grob behauenen Bruchsteinen gemauert und hat einen – wahrscheinlich in der Barockzeit hinzugefügten oder erneuerten – Glockengiebel oberhalb des Übergangs vom Kirchenschiff zur Apsis. Im weitgehend verputzten Innern haben sich Reste von spätgotischen Fresken erhalten; außerdem ist das Mobiliar des 17. und 18. Jahrhunderts beachtenswert. Im Jahr 2002 wurde das Kirchlein zum Monument historique[1] erklärt.

## Feste
Alljährlich gegen Ende Oktober feiert der Ort ein Erntedankfest zu Ehren der Esskastanien und der Pilze.

## Persönlichkeiten
Der Mönch Aimoin de Fleury (ca. 950–1008), ein mittelalterlicher Chronist, wurde in Villefranche geboren.